# Fulvio Bacchelli
Fulvio Bacchelli (rođen 22. siječnja 1951. u Trstu) je bivši talijanski reli-vozač. Ukupno je nastupio na 16 relija svjetskog prvenstva u reliju. 
Natjecati u reliju se počeo 1971. Sezone 1974. pridružio se momčadi Fiata, a najveći uspjeh te sezone ostvario je 6. mjestom na Reliju Korzika. Sezone 1975. zvršio je 4. na Reliju Monte Carlo, a prvu i jedinu pobijedio ostvario je sezone 1977. na Reliju Novi Zeland u Fiatu 131 Abarth. Te sezone bio je i treći na Reliju Korzika. Na kraju sezone Fiat i Lancia udružile su odjele za reli te je izgubio mjesto vozača. 